# M.P. Bruuns Gade
56°8′55″N 10°12′12″Ø / 56.14861°N 10.20333°Ø
M.P. Bruuns Gade er en hovedgade i Aarhus-bydelen Frederiksbjerg. Den strækker sig via Bruuns Bro fra Banegårdspladsen i nord mod Skt. Pauls Kirke i syd. Den forbinder indre by med Frederiksbjerg, og er en af bydelens hovedfærdselsårer med et rigt butiksliv og meget trafik.
Gaden er anlagt omkring 1870 og blev navngivet i 1875. Den er opkaldt efter Mads Pagh Bruun. Gaden er lagt med Skt. Pauls Kirke som slutning til gaden i syd og med Rådhuset som point de vue i nord.
Det var Bruun, der donerede den grund, som kirken ligger på. Ligeledes er Bruuns Galleri, som også støder op til gaden, opkaldt efter ham.